# Shahrivar
Shahrivar es el sexto mes del calendario persa, vigente en Irán y Afganistán. Tiene una duración de 31 días, de los que el primero suele coincidir con el 23 de agosto del calendario gregoriano, si bien la intercalación de un día cada cuatro años provoca variaciones de uno o dos días a este respecto. El 1 de shahrivar de 1391, año kabisé (bisiesto) coincidió con el 22 de agosto de 2012. Un año después, el 1 de shahrivar de 1392 coincidirá con el 23 de agosto de 2013. Shahrivar es el último de los tres meses de verano. Lo precede mordad y lo sigue mehr.
En Afganistán, shahrivar recibe el nombre persa de sonbola (سنبله, Virgo y también "espiga"), término corriente también en la astrología tradicional del mundo islámico. Otros pueblos iranios que usan el calendario persa llaman este mes jermanan (خەرمانان, en kurdo), kerche (کرچه, en mazandaraní), waray (وږی, en pastún), etc.
Efemérides que se computan respecto al calendario persa y ocurren en el mes de shahrivar son las antiguas fiestas persas de Fagdié (فغدیه, «fiesta del aire fresco», el día 1), Shahrivaregán (شهریورگان, día 4 del mes), Jazan-yashn (خزان‌جشن, «fiesta de otoño», el día 8) y Bazar-yashn (بازارجشن, «fiesta del bazar o mercado», el día 15); y el día 31, la fiesta del fin del estío. En Irán es también fecha señalada en el calendario de aniversarios revolucionarios el día 17, aniversario del Viernes negro en que la cruenta represión de unas protestas causó una matanza que marcó la continuación de la Revolución iraní.